# Alluvione di Firenze del 13 agosto 1547
L’alluvione di Firenze del 13 agosto 1547 fu una delle più disastrose inondazioni dell’Arno, soprattutto per i danni causati al quartiere di Santa Croce, come riportano alcune fonti del tempo.

## Storia
Secondo molti cronisti del tempo - tra cui Giovan Battista Adriani, storiografo di Cosimo de’ Medici - l'inondazione fu causata dalle intense precipitazioni che caddero già dalla sera del 12 agosto 1547 sulla città di Firenze, in tutta la zona del Mugello e delle montagne della Verna, in provincia di Arezzo. I fiumi della zona del Mugello strariparono, in particolar modo la Sieve, inondando tutta la città di Pontassieve e distruggendo il suo ponte e il convento dei Francescani. Il livello dell’acqua salì ad un'altezza di quaranta braccia, circa ventitré metri sopra il livello del letto del fiume, allagando di fatto tutti i campi vicini e portando con sé, nella corrente, tronchi di alberi e molti detriti. Alle porte di Firenze, alla confluenza con la Sieve, che aveva inondato la zona del Mugello, il livello del fiume Arno salì presto ad un livello alto: la piana di San Salvi fu sommersa per circa dieci braccia (quasi sei metri) e l'acqua arrivò verso il centro della città, passando attraverso Porta alla Croce all'una del pomeriggio del 13 agosto 1547.
Lo straripamento dell’Arno causò l’allagamento di piazza Santa Croce, tanto che il livello del fiume salì fino a coprire le scalinate della chiesa. Successivamente le acque raggiunsero il Canto de’ Pazzi, passando per la piazza di San Pier Maggiore fino a Borgo Pinti e inondando, infine,  le attuali aree di Santa Trinita, Borgo Ognissanti fino a raggiungere San Niccolò. Fra il ponte Rubaconte, l’attuale ponte alle Grazie, e ponte Vecchio l’alluvione provocò danni a duecentocinquanta braccia di sponda. Il fiume invase anche la piazza del Grano e la vicina piazza della Signoria, sommergendo gli uffici della Gabella del Sale e quella dei Contratti, che erano allora situati al piano inferiore di palazzo Vecchio.
Secondo Giovan Battista Adriani le vittime nella zona del Mugello furono circa cento e più di sessanta furono i corpi ritrovati sopra i greti del fiume, mentre Bernardo Segni stimò i danni in trecentomila scudi.

## Iscrizioni commemorative
Le epigrafi che ricordano questa alluvione si trovano nel centro della città di Firenze, in particolar modo nella zona di Santa Croce, quella più soggetta alle esondazioni del fiume. Un'iscrizione si trova all’angolo tra via delle Casine e via Ghibellina, in quella che era già via del Renaio n. 68, che indica il livello del fiume Arno a circa due metri di altezza. Un'altra incisione, invece, si trova su una pietra della cantonata della piazza di Santa Croce sulla Casa detta del Diluvio.